# Men's Rimouski Challenger 2007
Il Men's Rimouski Challenger 2007, noto come Challenger Banque Nationale per motivi di sponsorizzazione, è stato un torneo professionistico maschile di tennis facente parte della categoria ATP Challenger Series nell'ambito dell'ATP Challenger Series 2007. È stata la seconda edizione del torneo, si è giocato a Rimouski in Canada dal 22 al 28 ottobre 2007 su campi in cemento indoor.

## Vincitori

### Singolare
Brendan Evans ha battuto in finale  Ilija Bozoljac con il punteggio di 6(3)–7, 6–4, 6–4.

### Doppio
Daniel King-Turner /  Robert Smeets hanno battuto in finale  Brendan Evans /  Alberto Francis 7–5, 6(7)–7, [10–7].